# George Gregory (cầu thủ bóng đá)
George Gregory (sinh năm 1873) là một cầu thủ bóng đá người Anh từng thi đấu ở vị trí Hậu vệ.